# Paul Granier de Cassagnac
Paul Julien Granier de Cassagnac, detto anche Paul de Cassagnac o Cassagnac il giovane (Parigi, 12 aprile 1880 – Couloumé-Mondebat, 7 dicembre 1966), è stato un politico, giornalista, militare e avvocato francese.

## Biografia

### I primi anni, la politica e il giornalismo
Figlio del politico e giornalista Paul de Cassagnac e nipote del politico e giornalista Bernard-Adolphe Granier de Cassagnac, Paul nacque a Parigi il 12 aprile 1880.
Si laureò in giurisprudenza e, seguendo la tradizione di famiglia, si dedicò al giornalismo. Alla morte del padre nel novembre del 1904, assunse col fratello Guy la direzione del quotidiano bonapartista L'Autorité fondato dal genitore nel 1886.
Nel 1905 iniziò ad impegnarsi anche nella politica, divenendo consigliere generale del Gers e tale rimase fino al 1937, sempre perseguendo la tradizione famigliare nella politica.
Nel 1912 i due fratelli entrarono in un violento conflitto con Charles Maurras del movimento politico Action française. La vicenda si concluse con un duello a spada tra Paul de Cassagnac e Charles Maurras svoltosi a Neuilly il 26 febbraio 1912. Charles Maurras venne colpito all'avambraccio.
Parallelamente alla sua attività di pubblicista, si dedicò alla scrittura pubblicando Contributi allo studio della questione sociale (1909), Per la tradizione (1910), L'opera poetica di Paul Harel (1910) ed anche un'opera teatrale scritta a quattro mani col fratello Guy, Improvvisamente, rappresentata al teatro Sarah Bernhardt nell'inverno 1913-1914.

### La prima guerra mondiale
Paul de Cassagnac prestò il servizio militare a Versailles nel 1900 e nel 1902 divenne caporale, sergente nel 1903, sottotenente nel 1908 e tenente nel 1912 dopo aver intrapreso la carriera militare ed essendosi messo in riserva.
Nel 1914, con lo scoppio della prima guerra mondiale, venne assegnato all'ufficio stampa del Ministero della Guerra per la sua professione di giornalista, ma rifiutò e si portò invece al fronte con il 115º reggimento di fanteria dove combatté col grado di tenente e rimase gravemente ferito il 14 settembre 1914. Partecipò poi alle battaglie di confine, a quella della Mosa, della Marna, dell'Aisne, della Piccardia e della Champagne (febbraio-marzo 1915) al seguito del 4º Corpo d'Armata. La sua condotta esemplare e la ferita alla fronte gli valsero tre citazioni all'ordine dell'esercito, la croce di cavaliere della Legion d'onore nel 1915 e una promozione al grado di capitano nel 1916.
Nel febbraio del 1918, venne ricoverato all'ospedale di Val-de-Grâce per un periodo di tre mesi per le ferite riportate, periodo al termine del quale venne dichiarato inabile al servizio attivo. Chiamato al gabinetto di Georges Clemenceau, fu distaccato come capo missione della stampa presso il quartier generale dell'esercito. Per le nuove funzioni che andò a ricoprire, si pose alla testa delle truppe a Strasburgo dove entrò il 20 novembre 1918 e fu uno dei primi a prendere possesso degli uffici di stato locali in nome della Francia.
Nel 1914 suo fratello Guy de Cassagnac morì sul fronte in Lorena.
Dal 1920 fu presidente onorario dell'Associazione del 115º reggimento di fanteria e del 315º reggimento di fanteria e presidente dell'associazione francese dei decorati per ferite di guerra.

### Deputato
Il 16 novembre 1919 venne eletto deputato alla camera dei deputati francese per la circoscrizione di Gers nelle liste dell'Unione Nazionale Repubblicana, primo della lista davanti a Marcel Gounouilhou ed a Joseph Barthélemy. Fece inoltre parte del gruppo nazionalista degli Indépendants de droit, un gruppo parlamentare dominato dai simpatizzanti dell'Action Française.
Alle elezioni legislative del 1924, Paul-Julien de Cassagnac si candidò nuovamente con i colleghi Gounouilhou e Barthélemy ma solo quest'ultimo risultò rieletto.
In qualità di membro della commissione dell'esercito, propose leggi sui seguenti argomenti:
- la concessione delle decorazioni militari (1920)
- la naturalizzazione degli stranieri che hanno servito la Francia nella guerra (1921)

Nel 1920 scrisse anche un rapporto sostenendo l'istituzione di una medaglia commemorativa per la Grande Guerra, una medaglia alla vittoria e una croce di guerra speciale per i teatri d'oltremare.
Paul de Cassagnac fu inoltre membro della commissione finanziaria della camera, dove propose nel 1923 una legge sull'imposta sugli affari. A suo avviso, tale imposta avrebbe dovuto incidere sul prodotto al momento della sua trasformazione o produzione e non al momento della transazione commerciale, garantendo una tassazione economica più equa e lasciando maggiore spazio al libero scambio.
Infine, fece parte della commissione parlamentare per le bevande, che lo portò a scrivere un rapporto nel 1922 sostenendo il divieto della distribuzione dell'assenzio e di liquori simili. Nel 1923 si oppose inoltre anche alla cancellazione di un disegno di legge sui privilegio dei distillatori che, secondo lui, possedevano un vero e proprio corollario ai loro diritti sulla proprietà agricola.

### Interventi pubblici
Durante la sua permanenza nella commissione finanze, combatté vigorosamente contro l'aumento dell'indennità parlamentare al fianco di Pierre Jurie-Joly ed a Charles Ruellan del suo medesimo gruppo parlamentare. Tale provvedimento, a suo avviso, risultava dannoso dal momento che avrebbe richiesto un maggiore sforzo fiscale alla popolazione, già schiacciata dal pesante debito pubblico accumulato.
A seguito di incidenti accaduti a Brest ed a Belfort, chiese al ministro della guerra André Lefèvre di intervenire fermamente nella lotta agli intrighi rivoluzionari orditi dalle organizzazioni di sinistra per il necessario ripristino dell'ordine, strappandogli tra l'altro la promessa della creazione della gendarmeria mobile, cosa che si concretizzò poi nel 1921.
Nel 1920 propose una legge per rendere obbligatorio l'arbitrato statale nelle controversie del lavoro sindacale, misura innovativa che venne introdotta però solo nel 1936, sotto il governo del Fronte Popolare.
In occasione della discussione sulla legge di amnistia del 1921 relativa alla prima guerra mondiale, si dichiarò favorevole alla concessione dell'amnistia ai combattenti dispersi ma non ai facinorosi, subendo le deprecazioni del collega Charles Ruellan che lo accusò di lassismo.
Nel 1922 richiese che il servizio militare venisse esteso almeno ad un periodo di 18 mesi per ciascun cittadino maschio francese, indicando a favore di questa tesi il pericolo di un rinvigorimento militare della Germania, una crescente preoccupazione condivisa anche dai simpatizzanti dell'Action Française Eugène Magne ed Étienne de Seynes.

### Attività tra le due guerre
Nel frattempo, non eletto al parlamento, dal 1924 riprese la sua attività di avvocato presso la Corte d'Appello di Parigi e nel 1938 si iscrisse all'ordine degli avvocati del Gers.
Divenne nel frattempo vicepresidente dell'Unione Economica della Stampa francese, membro del Comitato dell'Unione della Stampa Parigina e segretario generale dell'Unione Internazionale delle Associazioni di Stampa.
Parallelamente riprese la passione per la scrittura, pubblicando altre opere a sua firma: La lanterna magica (1925), L'amore e il suo volto (1925), Il cavallo gobbo (1926), I vini di Francia (1927), Fate la costituzione o dateci un capo (1933), Napoleone pacifista (1933) e "Andate, signori!", un saggio sull'arte del duello nella quale il padre era particolarmente versato (1936).

### La seconda guerra mondiale
Con lo scoppio della seconda guerra mondiale nel 1939, venne mobilitato col grado di tenente colonnello. Rivendicò un incarico in un reggimento della 3ª divisione di fanteria coloniale, incarico che ottenne in comando all'area di Fort Douaumont come comandante del 446º reggimento pionieri, organizzò dal 20 giugno 1940 la difesa del villaggio di Favières, circondato dal nemico. Il 21 giugno viene fatto prigioniero e rinchiuso nell'Oflag VI-A situato in Vestfalia. Il 25 giugno 1940, venne promosso al grado di colonnello e ottenne il grado di ufficiale della Legion d'Onore.

### Gli ultimi anni
Dopo la seconda guerra mondiale, Paul de Cassagnac si ritirò nel suo castello di Couloumé-Mondebat. Si dedicò in questo periodo alla pubblicazione di una sua raccolta di poesie dal titolo Les heures captives, opera che gli valse la vittoria della "Stella Alpina d'argento" nel 1955 ed il "Gelsomino d'argento" nel 1956.
Il 7 luglio 1960 venne prescelto quale luogotenente del gran maestro del Sovrano Militare Ordine Ospedaliero di San Giovanni di Gerusalemme, Rodi e Malta.

## Araldica
| Stemma | Descrizione                         | Blasonatura |
|        | Paul Granier de Cassagnac Cavaliere | Paritto: al 1° di rosso a tre melagrane d'oro, aperte del campo; al 2° d'azzurro al crescente d'argento. Corona da cavaliere. |